# Rallenbüschen
Rallenbüschen ist ein Stadtteil von Varel im Landkreis Friesland in Niedersachsen.

## Lage
Der Ort liegt zwischen dem Vareler Stadtteil Dangastermoor und dem südöstlich gelegenen Kernbereich von Varel. Nördlich von Rallenbüschen liegt das Nordseebad Dangast.

## Geschichte
Rallenbüschen war bis zum 30. Juni 1972 Teil der Gemeinde Varel-Land.

## Veranstaltungen
August: yard-art – außergewöhnliche Kunstausstellung im Skulpturengarten von Schrottkünstler Diedel Klöver und seiner Frau Gracy

## Sport
In Rallenbüschen ist der Reitsportverein RC Varel Rallenbüschen e. V. beheimatet.